# François de Rougemont
François de Rougemont (qui adopte le nom chinois de  LU Riman, Qianshou), né le 2 août 1624 à Maastricht (Pays-Bas) et décédé le 6 novembre 1676 à Changzhou (Jiangsu), en Chine, est un prêtre jésuite des Pays-Bas méridionaux, missionnaire en Chine, pasteur et historien.

## Biographie
Né à Maastricht le 2 août 1624 le jeune François entre chez les Jésuites le 29 septembre 1641 et fait son noviciat à Malines, dans le Brabant. À la fin de sa formation spirituelle et académique il est ordonné prêtre le 25 novembre 1654, à Bruxelles, mais auparavant il a sollicité de son supérieur provincial d’être envoyé comme missionnaire en Chine. Ce qu’il fait à nouveau un an après son ordination. Craignant la réaction de ses parents, le supérieur tergiverse, mais ceux-ci, émus par la demande de leur fils, envoient leur approbation directement au Supérieur général le père Goswin Nickel.  

### Missionnaire en Chine
François de Rougemont est un des missionnaires que le père Michal Boym recrute en Europe en 1656. Voyagent par la route de l’Inde et du Siam (Thaïlande) il arrive à Macao en juillet 1658. Il passe ensuite un an à Hangzhou, en Chine impériale, et arrive à Shanghai en 1660.
Ces premières années le préparent pour l'apostolat parmi les soldats casernés à Suzhou. Les soldats, en Chine, appartiennent à une classe sociale inférieure à celles des fonctionnaires et des lettrés. Ils molestent souvent la population. Cependant les soldats de Suzhou sont en majorité des chrétiens qui vivent de manière exemplaire et ont de bonnes relations avec la population. C’est l’influence de Rougemont qui contribue à ce grand changement de comportement.

### Pasteur à Changzhou
À Changzhou, Rougemont organise les chrétiens en quatorze paroisses, dirigées par des ‘lettrés’, les plus sages et dévots d’entre eux. Quand l'un d'eux lui demande, en 1662, de visiter l'île de Chongming (au large de Shanghai) pour y prêcher l’Évangile, le missionnaire y attire quelque 200 catéchumènes à l’Église en trois mois.
Lorsque, en septembre 1665, sur ordre de l’empereur Kangxi, les missionnaires chrétiens sont arrêtés Rougemont est enfermé dans un temple de Suzhou. Craignant qu’il y soit maltraité les chrétiens organisent une vigilance, jour et nuit, jusqu’à ce qu’il soit transféré avec d’autres missionnaires à Pékin, et plus tard en résidence surveillée à Guangzhou (Canton). C’est alors que Rougemont écrit son ‘Histoire de la Chine’ où il commente la situation politique de l’époque et le progrès du christianisme, à partir de 1660. 

### Écrivain pastoral
Libéré en 1671, Rougemont retourne au Jiangsu et y baptise les quelques milliers de catéchumènes qui avaient été très bien préparés par leurs catéchistes. Un de ses opuscules, réimprimé à plusieurs reprises, expliquait en détail les six points qui devaient être connus pour être baptisés et admis dans l’Église. D’autres écrits pastoraux (en chinois) étaient des dialogues sur le baptême et la communion, et une collection d'Hymne religieux. 

### Pour un clergé chinois
Rougemont collabore également avec les pères Philippe Couplet, Prospero Intorcetta et Christian Herdtrich à la traduction latine de plusieurs œuvres de Confucius et à la somme confucéenne de l’époque : la ‘Sinarum scientia politico-moralis’. Avec l’aide financière de bienfaiteurs européens il ouvrit plusieurs écoles chrétiennes, confiées à des lettrés chinois, dont il espérait voir sortir le premier clergé chinois, indispensable au développement de l’Église en Chine. 
Le père François de Rougemont meurt le 6 novembre 1676 à Changzhou (Jiangsu). Son frère Antoine de Rougemont (1615-1652) est également jésuite.

## Écrits
- Relaçam de estado politico e espiritual do imperio da China, Lisbonne, 1672.
- Historia tartaro-sinica nova, Louvain, 1673.